# Збірна України з водного поло
Чоловіча збірна України з водного поло — національна ватерпольна команда, що представляє Україну на міжнародній арені. Команда була утворена в 1992 році після розпаду Радянського союзу. Найвищими досягненнями в історії незалежної України є 12 місце на літніх Олімпійських іграх 1996 року в Атланті і 7 місце чемпіонаті Європи 1995 року в Відні .
28 листопада 2021 року збірна України, перемігши у фіналі збірну Австрії з рахунком 21:2, здобула перемогу у Лізі Націй

## Результати виступів

### Олімпійські ігри
| \| Рік \| І \| В \| Н \| П \| М'ячі \| Місце \| \| ------ \| - \| - \| - \| - \| ----- \| ----- \| \| 1996 \| 8 \| 0 \| 2 \| 6 \| 33-48 \| 12 \| \| Всього \| 8 \| 0 \| 2 \| 6 \| ' \| \| |   | * В турнірах 2000-2016 збірна України участі не брала |   |   |       |       |
| Рік | І | В                                                     | Н | П | М'ячі | Місце |
| 1996 | 8 | 0                                                     | 2 | 6 | 33-48 | 12    |
| Всього | 8 | 0                                                     | 2 | 6 | '     |       |

### Чемпіонати Європи
- 1993 — 11-е місце
- 1995 — 7-е місце
- 1997 — 11-е місце